# سفارة بولندا في إيران
سفارة بولندا في إيران هي أرفع تمثيل دبلوماسي لدولة بولندا لدى إيران. تقع السفارة في طهران وهي تهدف لتعزيز المصالح البولندية في إيران.

## وصلات خارجية
- الموقع الرسمي
- قائمة سفارات بولندا
- قائمة السفارات في إيران